# Gianni Parziale
Gianni Parziale es un ilustrador escultor y pintor italo-brasileño, nacido el 3 de octubre de 1934 en Brescia, Italia y residente en Caraguatatuba.

## Datos biográficos
Obtuvo su Maestría en Artes en el Instituto "Paolo Toschi" de Parma.